# むろつ
むろつ（ローマ字：JDS Murotsu, MSC-637、YAS-88）は、海上自衛隊の掃海艇。たかみ型掃海艇の8番艇。艇名は室津島に由来する。旧海軍鵜来型海防艦「室津」に次いで日本の艦艇としては2代目。

## 艦歴
「むろつ」は、第3次防衛力整備計画に基づく昭和45年度計画掃海艇337号艇として、日立造船神奈川工場で1971年4月16日に起工され、1971年12月16日に進水、1972年3月30日に就役し、同日付で第2掃海隊群隷下に新編された第43掃海隊に「てうり」とともに編入された。定係港は横須賀
1973年3月20日、第43掃海隊が佐世保地方隊下関基地隊に編入。
1988年3月23日、特務船に種別変更され、船籍番号がYAS-88に変更。佐世保地方隊隷下の佐世保警備隊に編入。
1989年6月15日、対馬防備隊に編入。
1995年3月30日、除籍。